# Trần Cung (Đông Hán)
Trần Cung (chữ Hán: giản thể 陈宫 - phồn thể 陳宮) (? - 199), tên tự Công Đài (公臺), là một vị mưu sĩ phục vụ cho lãnh chúa Lã Bố vào cuối thời Đông Hán, đầu thời Tam Quốc trong lịch sử Trung Quốc.

## Sự nghiệp

### Xuất thân
Trần Cung, tự Công Đài, là người Đông Quận (東郡), thuộc Duyện châu (nay là phía nam huyện Tân, tỉnh Sơn Đông). Sách Điển lược mô tả ông là người tráng liệt cứng cỏi.
Thời trẻ, ông là người có danh tiếng, những kẻ sĩ nổi danh trong nước đều đến kết giao. Khi loạn lạc nổi ra, Trần Cung lúc đầu theo Tào Tháo vào khoảng năm 190. Công lao nổi bật nhất của Trần Cung lúc dưới trướng Tào Tháo là lấy được Duyện Châu (兖州; phía tây tỉnh Sơn Đông ngày nay) bằng con đường giao thiệp. Đây là một bước đi chiến lược cho sự gia tăng quyền lực của Tào Tháo về sau.

### Giúp Lã Bố, chống Tào Tháo
Tào Tháo làm thứ sử Duyện Châu, mang quân sang Từ Châu (徐州, phía bắc Giang Tô ngày nay) đánh Đào Khiêm vì cho rằng Đào Khiêm gây ra cái chết của cha mình là Tào Tung. Năm 194, thấy Tào Tháo tàn sát nhiều người vô tội ở Từ Châu, Trần Cung thất vọng về Tào Tháo nên quyết định bỏ họ Tào. Gặp lúc Lã Bố chạy ở chỗ Viên Thiệu đến Duyện Châu, Trần Cung khuyên Trương Mạc rằng: 
"Ngày nay hào kiệt đều nổi dậy, thiên hạ chia lìa, ngài nắm quân trong nghìn dặm, giữ đất bốn bề tranh chiếm, giương kiếm liếc nhìn cũng đủ làm chủ của người khác; vậy mà trái lại bị người ta ngăn ép, há chẳng hèn sao! Nay quân trong châu đánh miền đông, xứ ấy bỏ trống, Lã Bố là bậc tráng sĩ, thiện chiến không ai địch nổi, nếu đến đón anh ta, cùng lĩnh Duyện châu, đứng xem hình thế trong thiên hạ, đợi sự biến thông của thời thế, vậy cũng đủ tung hoành ở một thời vậy".
Trương Mạc nghe theo, cùng em là Trương Siêu và Tòng sự trung lang Hứa Dĩ, Vương Khải đồng lòng chống Tào Tháo. Gặp lúc Tào Tháo vừa sai Trần Cung đem binh đóng đồn ở Đông Quận; Cung bèn dẫn quân sang phía đông đón Lã Bố về, tôn lên làm Duyện Châu mục, chiếm huyện Bộc Dương; quận huyện đều hưởng ứng, riêng các huyện Nhân Thành, Đông A, Phạm Huyện là cố thủ giúp Tào Tháo.
Tào Tháo buộc phải bỏ Từ Châu quay về chống Lã Bố. Sau một thời gian dài giao tranh với quân Tào, cuối cùng Lã Bố trúng kế của Tào Tháo và bị đánh bật ra khỏi Duyện Châu, phải chạy sang Hạ Phì (下邳; nay là Bi Châu), thủ phủ của Từ Châu và xin Lưu Bị che chở.
Năm 195, Lã Bố đánh úp và chiếm lấy Hạ Phì, trở thành người cai quản Từ Châu và đuổi Lưu Bị sang Tiểu Bái (小沛).
Trần Cung hay bày kế giúp Lã Bố nhưng Lã Bố thường không theo kế của ông. Cuối năm 198, Tào Tháo khởi đại quân đến giúp Lưu Bị đánh Từ Châu. Lã Bố định sai Trần Cung và Cao Thuận giữ thành, tự đem quân kỵ ra chặn đường vận lương của Tào Tháo, nhưng thấy vợ can ngăn, nên chần chừ không quyết định được.
Quân Tào đến vây áp thành Hạ Phì. Trần Cung khuyên Lã Bố rằng: 
"Quân Tào từ xa đến, thế chẳng được lâu. Nếu chúa công đem quân bộ kỵ ra đóng đồn gây thanh thế ở ngoài, còn thuộc hạ đem quân còn lại đóng giữ ở trong. Nếu quân Tào hướng đến chúa công thì thuộc hạ dẫn quân ra đánh mặt sau; còn nếu đến đánh thành thì chúa công đánh cứu ở ngoài; như thế không quá một tuần thì lương thực của quân Tào tất hết, sẽ đánh phá được thôi".
Lã Bố cho là phải, định thi hành, thì người vợ lại gièm pha lòng trung thành của Trần Cung, khuyên không nên ra ngoài. Lã Bố nghe theo lời vợ, lại thôi.

### Kết thúc ở Hạ Phì
Thành Hạ Phì bị vây bức trong hai tháng, đến tháng thứ ba Tào Tháo cho khơi sông Nghi và Tứ, làm ngập lụt cả Hạ Phì, quân Viên Thuật thì không đến cứu. Tình hình nguy cấp, các thuộc tướng của Lã Bố bắt đầu nản lòng và chia rẽ. Ba tướng Hầu Thành, Tống Hiến, Ngụy Tục cuối cùng đã phản bội Lã Bố, bắt trói Trần Cung và Cao Thuận rồi đem quân bản bộ ra hàng Tào. Lã Bố chạy lên lầu Bạch Môn rồi cuối cùng cũng bị quân Tào vây ngặt, phải đầu hàng và khoanh tay chịu trói.
Tam Quốc diễn nghĩa thuật lại đoạn Trần Cung đối đáp với Tào Tháo như trong sách Điển lược:
Thấy Trần Cung bị bắt và đưa đến, Tào Tháo cười nói rằng: "Công Đài lâu nay vẫn mạnh khỏe chứ?"
Trần Cung trả lời: "Bụng dạ ông bất chính, cho nên tôi rời bỏ ông".
Tào Tháo hỏi: "Ông nói tôi bụng dạ bất chính. Thế sao ông lại đi theo Lã Bố?"
Trần Cung đáp: "Lã Bố chỉ là người vô mưu mà thôi, chứ không hề quỷ trá gian hiểm như ông".
Tào Tháo nói với Trần Cung rằng: "Ông bình sinh tự cho là đa mưu túc trí. Sao hôm nay lại bị bắt?"
Trần Cung ngoảnh về phía Lã Bố nói: "Chỉ tiếc là chúa công tôi không chịu nghe lời tôi nên mới đến nỗi này. Nếu anh ta nghe theo tôi thì không thể bị bắt như thế này đâu".
Tào Tháo cười nói: "Việc hôm nay ông thấy phải làm thế nào?"
Trần Cung đáp: "Làm tôi bất trung, làm con bất hiếu, tự biết phải chết".
Tào Tháo hỏi: "Thế còn mẫu thân của ông thì ai sẽ phụng dưỡng?".
Trần Cung nói: "Tôi nghe nói người dùng đạo hiếu để trị thiên hạ thì không giết người thân của người khác; mẹ già còn hay mất là do ở minh công vậy".
Tào Tháo lại hỏi: "Còn thê tử và con của ông thì sao?"
Trần Cung đáp rằng: "Tôi nghe nói người dùng lòng nhân để quản bốn cõi thì không dứt người nối dõi của người khác; vợ con còn hay mất cũng do ở minh công cả".
Nói xong, ông tỏ ý sẵn sàng chịu chết. Trần Cung đi ra pháp trường, không dừng lại. Tào Tháo khóc mà tiễn ông, ông không ngoảnh đầu lại. Sau khi ông chết, Tào Tháo đãi người nhà ông hậu hơn trước, đưa gia quyến của Trần Cung về Hứa Xương, sai nuôi mẹ của ông đến hết đời, lại gả chồng cho con gái của Trần Cung.

## Trong Tam Quốc diễn nghĩa
Trong tiểu thuyết Tam Quốc diễn nghĩa của La Quán Trung, Trần Cung là người đã cứu mạng Tào Tháo. Lúc đó, với tư cách là một huyện lệnh Trung Mâu, Trần Cung đã bắt giam Tào Tháo khi Tào Tháo trên đường trốn chạy khỏi kinh thành (do âm mưu ám sát Đổng Trác bị lộ). Khi vào nhà lao gặp mặt Tào Tháo, ông đã nể phục họ Tào vì lòng trung với nhà Hán và ý chí trừ quyền thần Đổng Trác, nên Trần Cung coi Tháo là đồng chí, treo ấn từ quan, thả Tào Tháo ra khỏi ngục và đi theo Tào Tháo dựng nghiệp.
Ngay trên đường trốn chạy, Tào Tháo và Trần Cung được một người bác nuôi là Lã Bá Sa đối đãi rất hậu. Nhưng với bản tính đa nghi của minh, Tháo đã giết cả nhà Lã Bá Sa trước khi biết rằng, tiếng mài dao và lời đối thoại dưới bếp "trói vào rồi mới giết" của gia nhân là nói về việc thịt lợn (trong lúc Tháo và Cung ngồi trong phòng). Trên đường trốn chạy, hai người lại gặp Lã Bá Sa đi mua rượu trở về. Trong lúc Trần Cung đang hoảng sợ không biết tính sao thì Tào Tháo giả vờ tiến đến chào hỏi rồi rút kiếm, giết luôn Lã Bá Sa. Lời giải thích với Trần Cung về hành động dã man này trở thành câu nói nổi tiếng của Tào Tháo: "Ta thà phụ người chứ không để người phụ ta" khiến Trần Cung thất vọng sâu sắc vì đã từng tin phục Tào Tháo trước đây.
Các sử gia xác định việc giết Bá Sa không có mặt Trần Cung và sử không chép rõ viên huyện lệnh Trung Mâu có phải Trần Cung hay không.
Về sau, Trần Cung đi theo Lã Bố, cương quyết chống lại Tào Tháo và trở thành mưu sĩ giúp Lã Bố nhiều lần đánh bại quân Tào khiến Tào Tháo rất lo lắng. Chiến công lớn nhất của ông là trận Bộc Dương ở hồi 12. Trần Cung nhờ một nhà giàu trong vùng là họ Điền viết thư cho Tào Tháo, nói họ Điền sẽ làm nội ứng cho. Tào Tháo vui mừng và dẫn quân đến, nhưng khi vào sâu trong thành thì quân Lã Bố bốn mặt vây kín, lửa cháy khắp nơi. Trong khi hỗn loạn, Tào Tháo chỉ còn đơn độc một mình và gặp phải Lã Bố. Tào Tháo lấy tay che mặt, trong ánh lửa nhấp nhoáng Lã Bố cũng không nhận ra là ai. Lã Bố lấy kích gõ vào mũ Tào Tháo và hỏi Tào Tháo ở đâu, Tào Tháo chỉ người khác rồi quân Lã Bố đuổi theo người đó. Cuối cùng Tào Tháo được Điển Vi và Hạ Hầu Uyên cứu thoát. Sau đó, ở hồi 60, sứ giả của Lưu Chương là Trương Tùng nói khích Tào Tháo bằng việc nêu các bại trận của ông, bao gồm Bộc Dương, Uyển Thành, Xích Bích, Đồng Quan, Vị Thủy.
Tuy nhiên, cuối cùng Lã Bố hữu dũng, vô mưu bị thất bại dưới tay Tào Tháo. Cả Lã Bố và Trần Cung đều bị Tào Tháo bắt, Tào Tháo trọng ơn cứu mạng ngày xưa nên có ý tha chết và khuyên ông quy hàng. Nhưng Trần Cung vẫn một mực từ chối, nguyện chọn cái chết trong sự nuối tiếc của Tào Tháo.

## Trong văn hóa hiện đại
Trần Cung xuất hiện trong nhiều phim, truyện tranh, trò chơi điện tử về đề tài Tam Quốc. Ví dụ như Hỏa Phụng Liêu Nguyên, Dynasty Warriors 8 (được thêm vào từ bản mở rộng Xtreme Legends), Romance of Three Kingdoms của Koei, Dragon Throne: Battle of Red Cliffs. Gần đây Trần Cung được xuất hiện trong game Fate/Grand Order là anh linh 2 sao thuộc trường phái Caster.